# 法泰普里清真寺

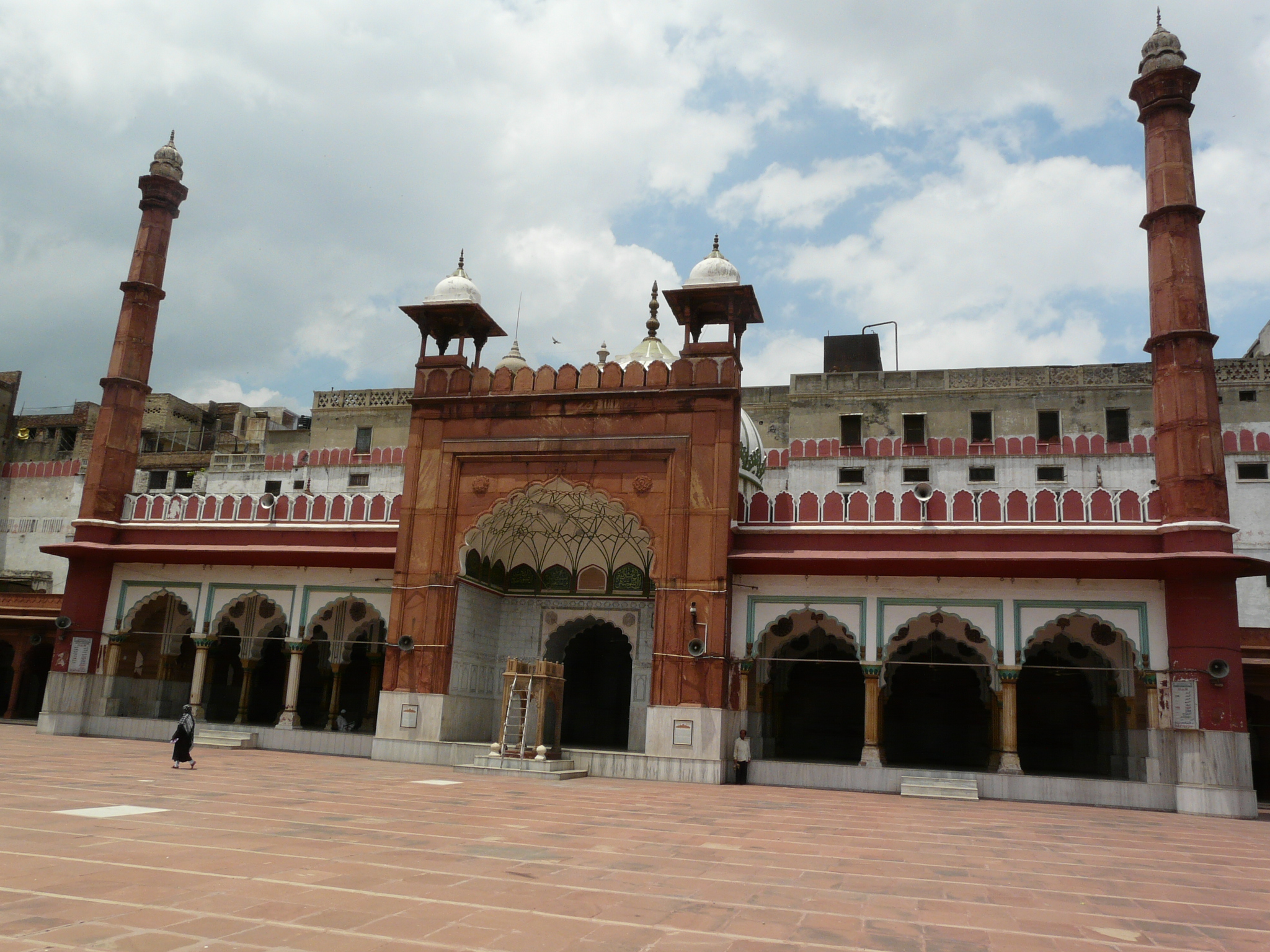
法泰普里清真寺

法泰普里清真寺（Fatehpuri Masjid）是一座17世纪清真寺，位于德里最古老的大街月光集市的西端，街道的另一端则是著名的红堡。法泰普里清真寺由莫卧儿王朝皇帝沙贾汗的一位妻子法泰普里兴建于1650年，泰姬陵的清真寺也以她命名。

## 建筑
法泰普里清真寺用红色砂岩建造，两侧有叫拜楼。

## 历史
1857年印度民族起义后，英国人以19,000卢比的价格将这座清真寺拍卖给Rai Lala Chunnamal，（他的后裔仍住在月光集市），他保留了清真寺。后来在1877年，英国人允许穆斯林回到老德里，于是又用四个村庄的代价收购这座清真寺，并交还给穆斯林。另一座类似的清真寺毁于英国人之手。 
在这座清真寺建成以后，Khari Baoli逐渐发展为当今亚洲最大的香料市场。 
穆斯林在这座清真寺以极大的热情庆祝开斋节。